# 조지아 국립 의회 도서관

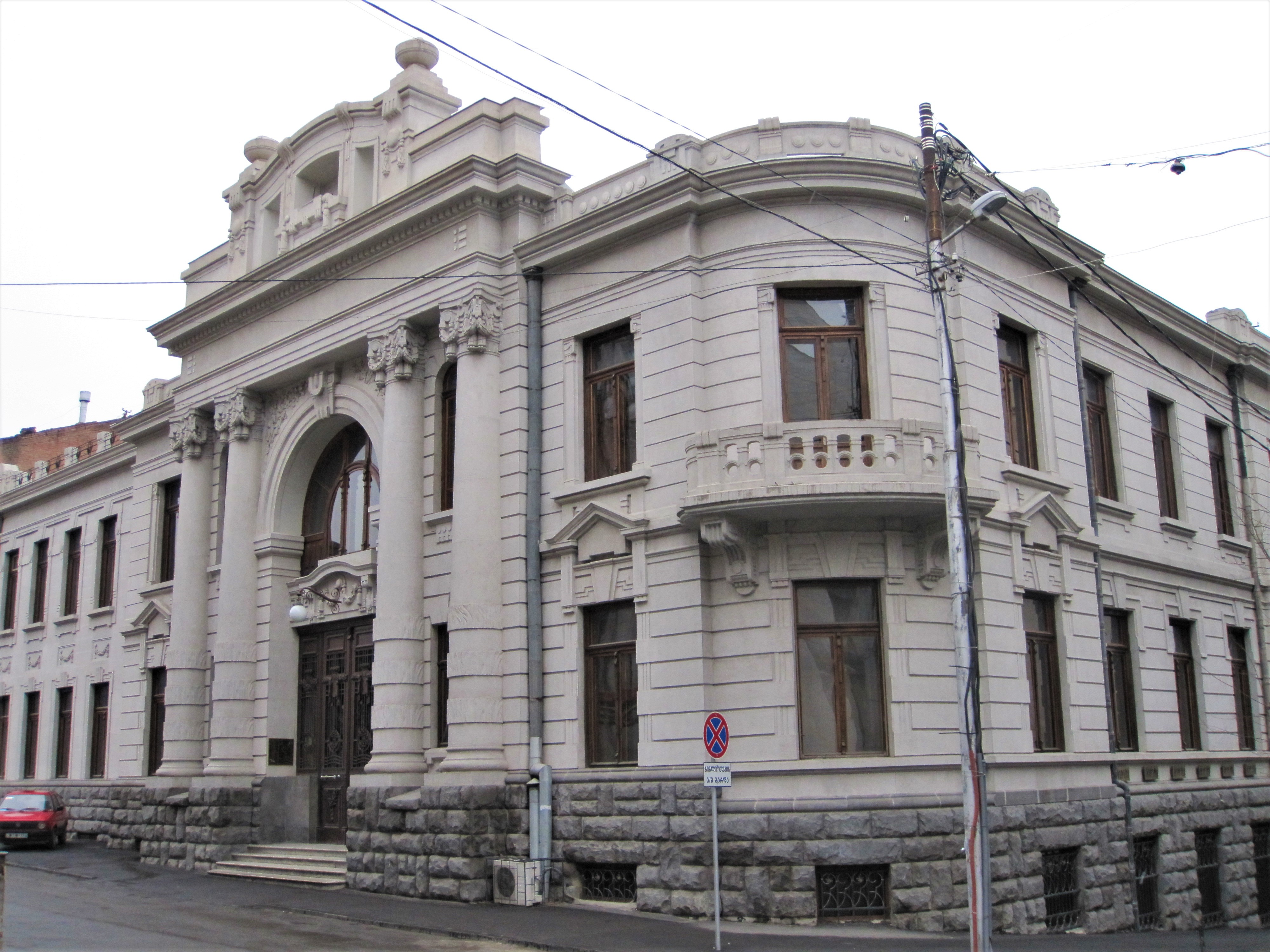
조지아 국립 의회 도서관

조지아 국립 의회 도서관(조지아어: საქართველოს პარლამენტის ეროვნული ბიბლიოთეკა 사카르트벨로스 파를라멘티스 에로브눌리 비블리오테카)은 조지아 트빌리시에 위치한 국립도서관이다. 1999년 이후로 조지아 국립 의회 도서관은 국제도서관협회연맹(IFLA) 소속이다.